# Jekaterina Iwanowna Trubezkaja

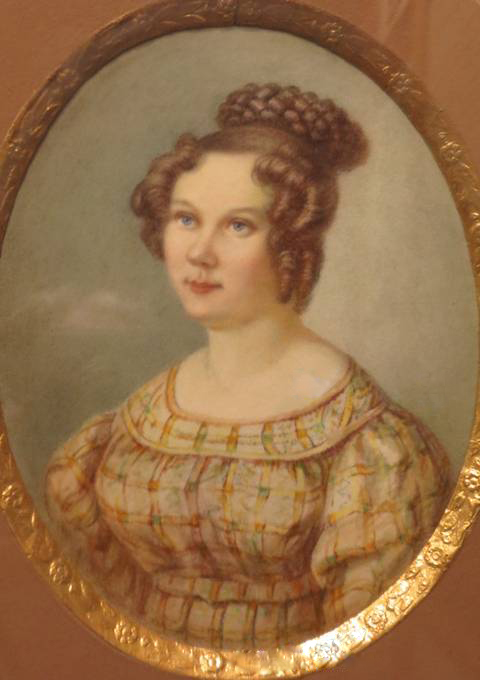
Nikolai Alexandrowitsch Bestuschew anno 1828:
Jekaterina Iwanowna Trubezkaja

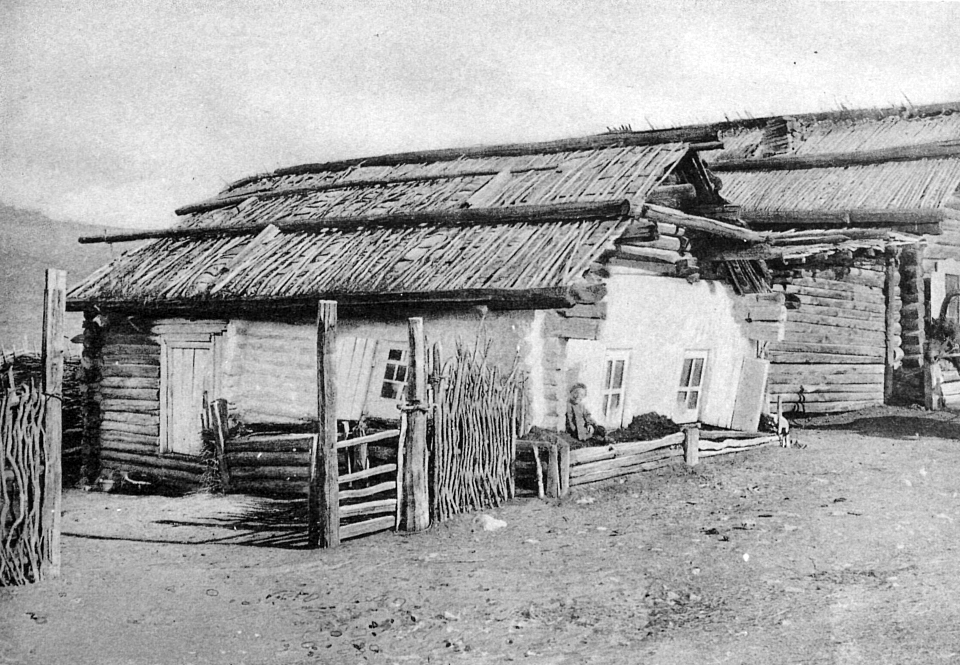
Bauernhütte – Behausung der Fürstinnen Wolkonskaja und Trubezkaja nahe beim Bergwerk Blagodatsk

Fürstin Jekaterina Iwanowna Trubezkaja, geborene Gräfin Catherine Loubrevie de Laval (russisch Екатерина Ивановна Трубецкая, wiss. Transliteration Ekaterina Ivanovna Trubeckaja; * 27. November 1800 in Sankt Petersburg; † 14. Oktober 1854 in Irkutsk), war  die Ehefrau des Dekabristen Fürst Sergei Petrowitsch Trubezkoi.
Nikolai Nekrassow hat Jekaterina in seinem Gedicht Russische Frauen ein Denkmal gesetzt.

## Leben
Jekaterinas Vater, Graf Jean François Laval, ein französischer Adliger, war zu Beginn der Revolution nach Russland emigriert und in den Dienst der Zarin getreten. Zusammen mit seiner Gattin, Jekaterinas  Mutter Gräfin Alexandra Grigorjewna (Tochter Jekaterina Kosizkajas), hielt er in Sankt Petersburg Hof in einem Haus, „wo man über Marmorplatten ging, die dem römischen Kaiser Nero gehört hatten und von Kataschas Mutter in Rom erworben worden waren“. Jekaterina und ihre drei Schwestern waren sorgfältig erzogen worden und hatten lange mit den Eltern im europäischen Ausland gelebt.
1819 lernte Jekaterina ihren späteren Gatten in Paris kennen. Im Mai 1820 heiratete das Paar. Die Ehe war zunächst nicht mit Kindern gesegnet.
Nach fünf Ehejahren wurde Jekaterina von einer Tatsache überrascht: Ihr Gatte gehörte den aufständischen Dekabristen an. Als er dafür 1826 nach Sibirien deportiert wurde, war sie eine der ersten Ehefrauen, die ihrem Manne vorbehaltlos folgten. Jekaterina kam am 16. September in Irkutsk an. Der dortige deutschstämmige Zivilgouverneur Zeidler (1780–1853) war vom Zaren beauftragt, die Ehefrauen der Dekabristen in den europäischen Teil Russlands zurückzuschicken. Jekaterina ließ sich nicht abweisen. Ihr Mann war in das Bergwerk Nertschinski Sawod verbracht worden. Zeidler verheimlichte Jekaterina den Aufenthaltsort des Gatten monatelang. Erst am 10. Februar 1827 traf sie ihren Ehemann in dem Bergwerk Blagodatsk ganz in der Nähe der Grenze zu China.
Ende 1839 wurde der Gatte aus der Katorga entlassen und die Familie in Ojok nahe bei Urik im Irkutsker Umkreis zwangsangesiedelt. 1845 wurde die Übersiedelung nach Irkutsk erlaubt.
Jekaterina starb an Krebs und wurde im Irkutsker Kloster zu Mariä Erscheinung beerdigt.

## Kinder
In Sibirien wurde Jekaterinas Ehe mit Fürst Sergei Trubezkoi doch noch mit sieben Kindern gesegnet:
- Alexandra (* 2. Februar 1830 im Ostrog Tschita[14]; † 30. Juli 1860 in Dresden)
- Jelisaweta (* 16. Januar 1834 in der Katorga Peter-Hütte; † 11. Februar 1918 in Simferopol),
- Nikita (* 10. Dezember 1835 in der Katorga Peter-Hütte; † 15. September 1840 in Ojok),
- Sinaida (* 6. Mai 1837 in der Katorga Peter-Hütte; † 11. Juli 1924 in Orjol),
- Wladimir (* 4. September 1838 in der Katorga Peter-Hütte; † 1. September 1839 in Irkutsk),
- Iwan (* 13. Mai 1843 in Ojok; † 13. März 1874 in Moskau),
- Sofja (* 15. Juli 1844 in Ojok; † 19. August 1845 in Irkutsk).

## Anmerkung
1. ↑  
Maria Wolkonskaja gibt in ihren Memoiren ihrer Freundin Jekaterina Iwanowna Trubezkaja den Kosenamen Katascha.